# Azeta mixtura
Azeta mixtura är en fjärilsart som beskrevs av Walker 1858. Azeta mixtura ingår i släktet Azeta och familjen nattflyn. Inga underarter finns listade i Catalogue of Life.